# Hunting Cay
Hunting Cay är en ö i Belize. Den ligger i distriktet Toledo, i den södra delen av landet, 140 km söder om huvudstaden Belmopan.